# هاتو کوروزال
هاتو کوروزال (انگلیسی: Hato Corozal) نام شهری در کشور کلمبیا است.